# Villa Tomtebo, Kåbo
Villa Tomtebo är en av de äldsta bevarade villorna i Kåbo, Uppsalas första egentliga
villaområde. 
Fysiologiprofessorn Frithiof Holmgren fick i början av 1880-talet en bit mark väster om Botaniska trädgården som han lät stycka i fyra tomter, vilka fick namnen Åsen (Villavägen 1D), Tomtebo (Villavägen 3), Lyckan (Villavägen 5) och Friden (Villavägen 7). 
Vid mitten av 1880-talet uppfördes villor på tomterna i en fri och dekorativt utformad villaarkitektur som väl speglade sin tids ideal. De spatiösa villorna hade stora parkliknande trädgårdsanläggningar vilka stod i kontrast mot det flacka jordbrukslandskapet. 
Villa Tomtebo ägdes av överbibliotekarien vid Carolina Rediviva, Lars Aksel Andersson, som bodde där med sin stora familj (hustru, sju barn och två eller tre tjänstefolk) fram till 1913. Huset inrymde även privatskolan Tomtebo, där bland andra Dag Hammarskjöld började skolan hösten 1911 hos privatlärarinnan Hildur Akselsson, dotter till överbibliotekarien. 
De fyra villorna nyttjades länge som institutionsbyggnader för Uppsala universitet, men (2007) innehöll Tomtebo och Friden kontor medan Lyckan stod tom. Villa Åsen består i dag av gästbostäder för utländska forskare. Av villorna är det endast Tomtebo som, troligtvis, har kvar sitt ursprungliga utseende. Trots detta utgör de som helhet en relativt välbevarad villamiljö från 1880-talet.
I dag (2007) har villa Tomtebo en för området osedvanligt stor tomt/park. Villans fram- och baksidor är i princip spegelvända. Villa Tomtebo är för närvarande föremål för ombyggnad. Tomten är vildvuxen och nyttjas för närvarande inte till något. 
Planer finns dock att utnyttja tomterna i kvarteret till ytterligare bebyggelse. I samband med detta kan sannolikt två av kvarterets byggnader komma att rivas, se vidare Villa Lyckan.
Under slutet av 2007 har Villa Tomtebo byggts om till flerbostadshus och i dag (2008) är den fullt bebodd. 2008 står fortfarande Villa Lyckan tom och rivningshotet är ej undanröjt.